# Arciabbazia di Saint Meinrad
L'arciabbazia di Saint Meinrad nella contea di Spencer, Indiana, è un monastero benedettino della Congregazione elveto-americana. Venne fondato il 21 marzo 1854 dai monaci dell'abbazia territoriale di Einsiedeln e oggi ospita circa 85 monaci. L'abbazia prende il nome da san Meinrado di Einsiedeln, un monaco morto nel 961. È una delle due arciabbazie negli Stati Uniti e uno delle undici al mondo. Si trova a circa quindici minuti dal monastero dell'Immacolata Concezione a Ferdinand. Esso appartiene alle monache benedettine.
La comunità benedettina di Saint Meinrad è composta da uomini che dedicano la loro vita alla preghiera e al lavoro. Si radunano in comunità cinque volte al giorno - per la preghiera del mattino, la messa, la preghiera di mezzogiorno, la preghiera serale e la compieta - per pregare per la Chiesa e per il mondo. Gli ospiti si uniscono spesso ai monaci in preghiera nella chiesa arciabbaziale.
Nelle ore canoniche dell'ufficio monastico si cantano i canti gregoriani, principalmente nelle antifone usate per cantare i salmi. Le antifone salmodiche dell'ufficio tendono ad essere brevi e semplici, soprattutto rispetto ai complessi grandi responsori.
I monaci inoltre trascorrono il tempo privato a leggere opere spirituali e religiose. Vivono seguendo la Regola benedettina, le istruzioni per la vita comunitaria scritte da san Benedetto da Norcia nel VI secolo.
È retta dall'arciabate Kurt Stasiak.

## Storia

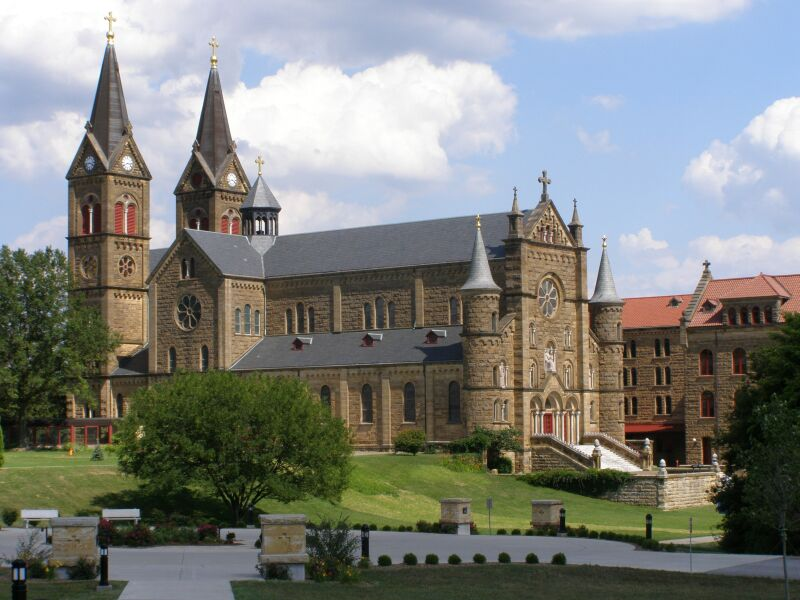
Chiesa arciabbaziale.

I monaci giunsero nel sud dell'Indiana su richiesta di un sacerdote locale, padre Joseph Kundek, per fornire assistenza nell'affrontare i bisogni pastorali della crescente popolazione cattolica di lingua tedesca e preparare gli uomini locali a diventare sacerdoti. Saint Meinrad divenne un'abbazia nel 1870, con Martin Marty come abate e Fintan Mundwiler come priore. Saint Meinrad ora gestisce una scuola di specializzazione in teologia e ha più di una ventina di suoi monaci impegnati nel lavoro parrocchiale, nelle cappellanie e in incarichi diocesani.
Poco dopo l'arrivo in Indiana, i benedettini iniziarono ad offrire corsi di alta formazione a giovani locali. Nel 1861 i monaci ampliarono i loro corsi generali per includere corsi universitari di filosofia e teologia. Attraverso questi programmi, i monaci di Saint Meinrad iniziarono la loro missione, che continua ancora oggi: preparare gli uomini al servizio nella Chiesa come sacerdoti. Il St. Meinrad College venne chiuso nel 1998, nonostante avesse cominciato ad ammettere uomini che non cercavano il sacerdozio e avesse preso in considerazione l'idea di ammettere donne.
Nel 1877 l'abate di Saint Meinrad, Martin Marty, negoziò con un agente della LR & FS Railroad Company, l'acquisto di terra per fondare un monastero benedettino nel nord dell'Arkansas. L'abbazia di Subiaco venne fondata il 15 marzo 1878, all'arrivo di tre monaci-missionari dell'abbazia di San Meinrad.
Nel 1889 un gruppo di monaci partì dall'abbazia di Saint Meinrad per recarsi nell'arcidiocesi di New Orleans. L'arcivescovo li aveva invitati a fondare un seminario universitario per formare e discernere le vocazioni dei locali. I monaci fondarono l'abbazia di San Giuseppe, situata a Saint Benedict, vicino a Covington, Louisiana, a nord di New Orleans. L'abbazia di San Giuseppe è oggi la dimora di un totale di 48 monaci che gestiscono il Saint Joseph Seminary College e un certo numero di altri ministeri in diocesi.
I monaci di Saint Meinrad fondarono l'abbazia di Marmion ad Aurora, Illinois, nel 1933 e l'abbazia di Blue Cloud vicino a Marvin, Dakota del Sud, nel 1950. Poi, nel 1958, i monaci di Saint Meinrad fondarono l'abbazia di Prince of Peace a Oceanside, California. Essa venne fondata per servire la locale popolazione nativa americana. A causa del calo dei numeri e dell'invecchiamento della popolazione l'abbazia di Blue Cloud venne chiusa nel 2012. Le abbazie di Prince of Peace e Marmion continuano a funzionare.
Nel 1954 l'abbazia di San Meinrad fu elevata ad arciabbazia dalla Santa Sede.
Nel 1995 generò polemiche il licenziamento di un teologo, Carmel McEnroy, che insegnava nella scuola. Egli scrisse una lettera aperta a papa Giovanni Paolo II sull'ordinazione delle donne che causò indignazione tra i vescovi di tutti gli Stati Uniti.

## Seminario e scuola di teologia

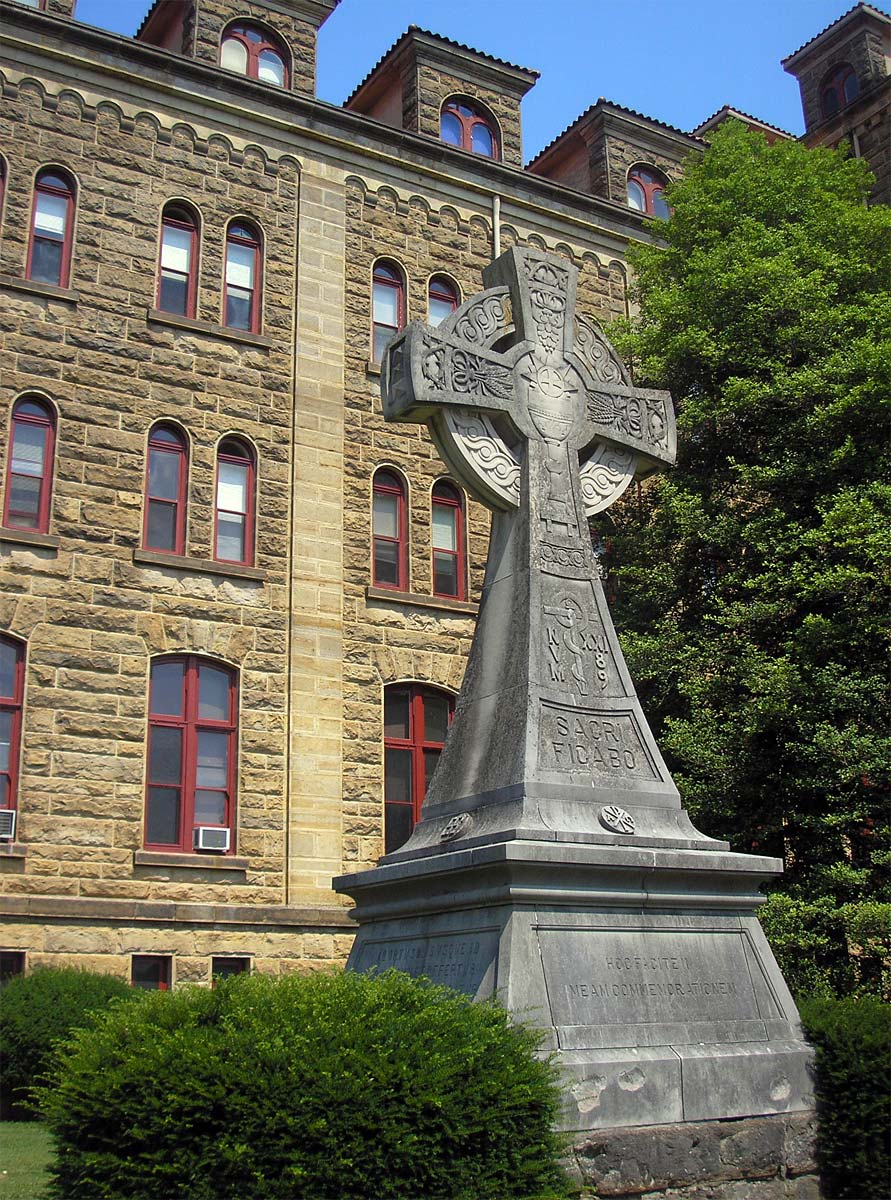
Croce celtica di fronte alla scuola di teologia.

Il seminario e la scuola di teologia offrono corsi di laurea in teologia. I candidati al sacerdozio studiano per un conseguire il Master of Divinity. Gli studenti del corso di laurea possono conseguire un Master of Arts in teologia o un Master of Arts in teologia pastorale. Un programma di studi propedeutico della durata di due anni conduce al conseguimento di un Master of Catholic Philosophical Studies.
Saint Meinrad iniziò a offrire programmi di studio anche ai laici nel 1969, anche se gli studenti lavoravano per la loro laurea durante la sessione estiva di sei settimane. Nell'autunno del 1993 il seminario e la scuola di teologia ampliarono la loro missione per consentire agli studenti laici di frequentare le lezioni durante qualsiasi semestre accademico. Mentre alcune classi specificamente finalizzate alla preparazione dell'ordinazione sono ancora riservate agli studenti di Master of Divinity, i laici a volte perseguono i loro diplomi come studenti part-time o a tempo pieno. Più di 5 000 uomini e donne hanno studiato nella scuola di teologia.
Il seminario e della scuola di teologia offrono anche un programma di formazione permanente dei diaconi, che assiste le diocesi cattoliche nella formazione dei loro candidati al diaconato permanente e un programma giovanile e vocazionale che incoraggia gli studenti delle scuole superiori e universitarie a partecipare più profondamente alla liturgia della Chiesa e a considerare una vocazione di servizio alla Chiesa.
Il seminario e la scuola di teologia ospita anche l'Istituto per sacerdoti e presbiteri che offre formazione permanente per i sacerdoti che fanno la transizione dal seminario alla vita parrocchiale e per i sacerdoti che si preparano per il loro primo incarico come parroco.

## Abbey Press
L'arciabbazia possedeva e gestiva una compagnia internazionale che produce e commercializza opere religiose, spirituali e ispiratrici, libri e regali. Abbey Press era una delle più grandi imprese commerciali nella contea di Spencer contando oltre cento dipendenti.
Abbey Press venne fondata nel 1867, quando i monaci benedettini acquistarono una macchina da stampa usata. Essa commercializzava i suoi prodotti in tutti gli Stati Uniti e in venticinque paesi di lingua inglese. Più di venti compagnie straniere erano autorizzate a stampare alcune pubblicazioni di Abbey Press in lingue locali. I proventi netti delle vendite dei prodotti di Abbey Press sostenevano il buon lavoro e i ministeri dell'arciabbazia.
Il 30 giugno 2017 Abbey Press chiuse e le macchine da stampa e le altre attrezzature vennero vendute. Poco più di settanta persone persero il lavoro.

## Abbey Caskets
Abbey Caskets è un'altra opera dell'arciabbazia. Fondata nel 1999, Abbey Caskets offre feretri e urne cinerarie in legno e fatti a mano direttamente al pubblico. I feretri e le urne cinerarie sono realizzate in legno massello di pioppo, ciliegio, noce e quercia. I feretri sono progettati sul modello di quelli utilizzati per la sepoltura dei monaci. Abbey Caskets offre anche un prodotto più convenzionale, il tradizionale feretro abbaziale. Tutti i proventi delle vendite dei feretri e delle urne cinerarie sostengono l'arciabbazia, il seminario e la scuola di teologia.